# Liste von Mikrofonherstellern
Diese Liste von Mikrofonherstellern enthält Mikrofonhersteller weltweit.
| Hersteller                                  | Herkunft (nicht Produktion) | Logo | Beschreibung | Mikrofone | Weitere Produkte |
| ------------------------------------------- | --------------------------- | ---- | --- | --- | --- |
| Akai                                        | Japan                       |      | | | |
| AKG Acoustics                               | Österreich                  |      | Gegründet 1947 in Wien als Akustische und Kino-Geräte Gesellschaft m.b.H. | Dynamische Mikrofone, Kondensatormikrofone (Klein- und Großmembran)                                                      | Kopfhörer, Tonabnehmer |
| Andrea Electronics                          | Vereinigte Staaten          |      | Gegründet 1930 als Andrea Radio Cooperation entwickelt die Firma heute Array-Mikrofone mit integrierten AD-Wandlern und DSP-Software. | Kleinmembran-Kondensatormikrofone                                                                                        | Sprachsteuerungen, VoIP, Video-Konferenztechnik, Computer-Gaming, In-Car-Computing, Mobile Recording u. a.                                          |
| Aston Microphones                           | Vereinigtes Königreich      |      | Seit der Gründung im Jahr 2015 hat sich Aston Microphones sowohl im Homebereich als auch in professionellen Studios einen hervorragenden Ruf erworben. Einer der Gründer des Mikrofonbau-Unternehmens ist James Young, der lange Jahre für sE Electronics tätig war | Dynamische Mikrofone, Kondensatormikrofone                                                                               | |
| Audio-Technica                              | Japan                       |      | Traditioneller Hersteller von Audio-Technik, der sich seit den 1980er-Jahren auch auf Mikrofonentwicklung spezialisiert hat. | Dynamische Mikrofone, Kondensatormikrofone, Bändchenmikrofon                                                             | Kopfhörer, Schallplattenspieler etc. |
| Austrian Audio                              | Österreich                  |      | Gegründet in Wien aus AKG | Dynamische Mikrofone, Kondensatormikrofone                                                                               | |
| Behringer                                   | Deutschland                 |      | Die Firma wurde 1989 von Uli Behringer in Willich gegründet und produziert eine breite Palette an PA-Equipment in China. | Dynamische Mikrofone, Kondensator Großmembran Mikrofon (FET-Technik)                                                     | Mischpulte, Verstärker, Bass- und Gitarrenamps, Lautsprecher                                                                                        |
| Beyerdynamic                                | Deutschland                 |      | Vom 1903 geborenen Eugen Beyer gegründet stellte das Unternehmen zunächst dynamische Mikrofone her. Heute hat es seinen Sitz in Heilbronn mit Tochtergesellschaft beyerdynamic, Farmingdale, Vereinigte Staaten. | Großmembran-Kondensatormikrofone, Stereopaar-Kondensatormikrofone, dynamische Mikrofone und Richtrohr-Elektret-Mikrofone | Konferenzsysteme und Dolmetscheranlagen, Kopfhörer für den professionellen Einsatz auf Theater-, Hör-Sprech-Kombinationen und Headsets für Piloten. |
| Blue Microphones                            | Vereinigte Staaten          |      | Die 1995 vom amerikanischen Musiker Skipper Wise und dem lettischen Toningenieur Martins Saulespurens gegründete Firma mit Sitz in Westlake, Kalifornien. Blue steht für Baltic Latvian Universal Electronics. Neben hochwertigen Studiomikrofonen stellt Blue auch für den Consumerbereich her. | Kondensatormikrofone | |
| Brauner Microphones                         | Deutschland                 |      | Dirk Brauner gründete das Unternehmen 1993, um ein Röhrenmikrofon nach eigenen Vorstellungen zu entwickeln. Heute sind die Mikrofone weltweit bekannt. | Kondensatormikrofone | |
| DPA Microphones (Danish Professional Audio) | Dänemark                    |      | 1992 gründeten zwei ehemalige Mitarbeiter von Brüel & Kjær die Firma DPA. DPA sitzt in Allerød und stellt seitdem Mikrofone in Kleinserie her | Kondensatormikrofone, speziell Ansteckmikrofone                                                                          | Zubehör |
| Electro-Voice                               | Vereinigte Staaten          |      | Ein traditioneller Hersteller aus den Vereinigten Staaten, der mittlerweile zu Bosch Communications Systems gehört. Entwickelte zahlreiche dynamische Studiomikrofone | Dynamische Mikrofone, Kondensatormikrofone                                                                               | Verstärker, Digitalprozessoren, Lautsprecher, Car-HiFi-Systeme u. a.                                                                                |
| Fostex                                      | Japan                       |      | Eigentlich bekannt für seine professionellen Bandmaschinene und Harddiscrecorder baut die Firma auch wenige Modelle von Kondensatormikrofonen. | Kondensator-Richtrohre                                                                                                   | Bandmaschinen, Recording-EQ u. a. |
| GSA Audio                                   | Italien                     |      | GSA steht für Giacomo Sacchetti Audio. Der Toningenieur Giacomo Sacchetti gründete 2011 GSA und stellt neben Mikrofonen auch Zubehör her | Kondensatormikrofone (Kleinmembran)                                                                                      | Vorverstärker |
| JZ Microphones                              | Litauen                     |      | JZ Microphones wurde 2007 vom gelernten Juwelier Juris Zarins gegründet. Nachdem Zarins 20 Jahre lang hochwertige Mikrofone repariert hatte, begann er selbst mit der Mikrofonherstellung. | Kondensator Großmembran Mikrofon sowie Kleinmembran-Mikrofone                                                            | Vorverstärker und Netzteile. |
| Lewitt                                      | Österreich                  |      | Gegründet im Jahr 2010 in Wien bezeichnet sich das mittelständische, österreichische Unternehmen Lewitt selbst als die weltweit am schnellsten wachsende Mikrofonmarke und tatsächlich hat sich Lewitt in kürzester Zeit einen Namen unter Produzenten gemacht. | Dynamische Mikrofone, Kondensatormikrofone                                                                               | |
| Oktava                                      | Russland                    |      | Die Firma ist der älteste und größte Hersteller von professionellem Audio-Equipment in Russland und hat seinen Firmensitz in Tula | Dynamische Mikrofone, Kondensatormikrofone, Bändchenmikrofone                                                            | Mikrofonzubehör (Netzgeräte), Vorverstärker. |
| M-Audio                                     | Vereinigte Staaten          |      | Als „Midiman“ gegründet gehört die Firma mittlerweile zu inMusic. | Dynamische Mikrofone | Audio- und MIDI-Interfaces, Keyboards und MIDI-Controller, Synthesizer, Studio-Monitore, Digitale-DJ-Systeme und Software.                          |
| Microtech Gefell                            | Deutschland                 |      | Seit den 1950er-Jahren existierender Ost-Zweig von Neumann in Gefell (Thüringen), heute in der Neumann-Tradition selbständiger Hersteller von Mess- und Studiotechnik | Dynamische Mikrofone, Kondensatormikrofone (Klein und Großmembran)                                                       | Vorverstärker, hochwertige Audio-Messtechnik u. a.                                                                                                  |
| MIPRO Electronics                           | Taiwan                      |      | MIPRO wurde 1995 in Taiwan gegründet. | Drahtlos-Systeme und Headsets                                                                                            | |
| Georg Neumann                               | Deutschland                 |      | Die Firma entwickelte und stellte als erstes Unternehmen serienmäßig Kondensatormikrofone her. Später Aufspaltung in Neumann (Sennheiser) und Neumann Gefell, heute Microtech Gefell | Dynamische Mikrofone, Kondensatormikrofone, Bändchenmikrofone                                                            | Mikrofonzubehör (Netzgeräte), Vorverstärker. |
| Holmberg GmbH & Co. KG                      | Deutschland                 |      | Die Firma wurde 1919 gegründet und stellt seit 1957 elektroakustische Produkte her. Zur Fertigung am Firmensitz in Berlin gehört auch die Schallwandlerherstellung von dynamischen Hörern und Mikrofonen. | Dynamische Mikrofone, Elektretmikrofone, Piezomikrofone                                                                  | Dynamische Schallwandler, Mikrofone, Hörsprechgarnituren, Handapparate und Tischsprechstellen                                                       |
| Nevaton                                     | Österreich                  |      | Die Ursprünge von Nevaton reichen zurück bis 1947, als innerhalb der Leningrader Optisch-Mechanischen Vereinigung (LOMO) ein Akustiklabor gegründet wurde. Dieses Labor entwickelte Mikrofone für die sowjetische Film- und Rundfunkindustrie. 1991 gründeten ehemalige LOMO-Ingenieure Nevaton als eigenständiges Unternehmen. 2024 verlegte Nevaton seinen Hauptsitz nach Österreich.             | Kondensatormikrofone (Groß- und Kleinmembran)                                                                            | |
| NTi Audio AG                                | Liechtenstein               |      | NTi aus Schaan stellt Messinstrumente für akustische und Vibrationsmessungen her. | Messmikrofone | Audio-Analyzer, Signalgeneratoren. |
| Røde Microphones                            | Australien                  |      | Australischer Hersteller professioneller Mikrofone aus Sydney mit Niederlassung und Entwicklungsstandorte in Santa Barbara (Vereinigte Staaten), Seattle und Hongkong. Die Firma entstand aus Freedman Electronics, einem australischen Audiotechnikpionier. | Dynamische Mikrofone, Kondensatormikrofone, Bändchenmikrofone                                                            | Vorverstärker. |
| Schoeps                                     | Deutschland                 |      | Schoeps baute die ersten transistorisierten Kondensatormikrofon mit Phantomspeisung und ist auf miniaturisierte Kondensatormikrofone spezialisiert | Kondensatormikrofon und Bändchenmikrofone                                                                                | Vorverstärker |
| sE Electronics                              | Volksrepublik China         |      | Die im Jahre 2000 vom Chinesen Siwei Zou gegründete Firma arbeitete zunächst mit staatlichen chinesischen Herstellern wie Feilo zusammen. Später baute sie eigene Produktionsstätten in Shanghai auf und stellt seit 2003 Mikrofone her. | Kondensatormikrofone (Groß- und Kleinmembran) mit IC-Technik                                                             | |
| Sennheiser                                  | Deutschland                 |      | Die Sennheiser mit Hauptsitz in Wedemark-Wennebostel bei Hannover entstand aus dem 1945 gegründeten „Laboratorium Wennebostel“ (kurz: Labor W) von Fritz Sennheiser. Neben der Entwicklung und Produktion von Mikrofonen werden auch eine Reihe weitere Audio-Produkte gebaut. Zur Sennheiser-Gruppe gehören Georg Neumann, Sennheiser Communications A/S sowie die aufgelöste Firma Klein & Hummel | Dynamische Mikrofone für Bühne und Broadcast, Kondensatormikrofone für EB und Broadcast                                  | Drahtlossysteme, Kopfhörer, Konferenztechnik, Audiologie (Hörhilfen), Luftfahrtskommunikationssysteme u. a.                                         |
| Sony                                        | Japan                       |      | Hersteller von Audio-Technik und Unterhaltungselektronik, der traditionell auch Mikrofonentwicklung für den professionellen Bereich betreibt. | Dynamische Mikrofone, Kondensatormikrofone, Miniaturmikrofone                                                            | Drahtlossysteme, Kopfhörer etc. |
| Soundelux                                   | Vereinigte Staaten          |      | Tonstudiofirma, die seit 1995 auch Mikrofone baut | Kondensatormikrofone | Mikrofonzubehör |
| Shure                                       | Vereinigte Staaten          |      | | | |
| t-bone (Thomann)                            | Deutschland                 |      | Unter dem Markennamen t. bone vertreibt Thomann als Retailer chinesische Mikrofone, die denen von Nady und Apex sehr ähneln. | Kondensator (Groß- und Kleinmembran) in IC-Technik, dynamische- und Wireless-Systeme                                     | Boxen, Mischpulte, Verstärker u. a. |
| Warm Audio                                  | Vereinigte Staaten          |      | Warm Audio ist ein 2011 gegründetes Unternehmen, das sich zum Vorsatz gemacht hat, möglichst hochwertiges Studioequipment zu möglichst bezahlbaren Preisen anzubieten. | Dynamische Mikrofone, Kondensatormikrofone                                                                               | Effektgeräte, Kompressoren, Equalizer, Vorversätker, Kopfhörer u. a.                                                                                |
| WeissKlang Mikrofone                        | Deutschland                 |      | Der deutsche Hersteller WeissKlang Mikrofone, 2013 von Salvatore Di Fresco gegründet, beschäftigt sich mit der Herstellung professioneller Kondensatormikrofone. | Kondensatormikrofone | Software zur nachträglichen Färbung neutralklingender Mikrofone                                                                                     |